# Підземне сховище газу Полторацьке
Підземне сховище газу Полторацьке – елемент газотранспортної системи Казахстану.
Наприкінці 1950-х почався розвиток газотранспортної системи Бухарський газоносний регіон – Ташкент – Бішкек – Алмати (БГР – ТБА), можливості якої вирішили розширити за рахунок газосховища. Спорудження останнього стартувало в 1961-му неподалік від ділянки Ташкент – Шимкент, а на 1965-й припало введення в експлуатацію. 
Зберігання газу відбувається у пісчано-гравілітовому пласті верхньо-чанакської підсвити нижньо-туронського підярусу (нижня крейда) на глибинах від 520 до 700 (за іншими даними – 950) метрів. Ефективна товщина пласта від 22 до 45 метрів, пористість 15%, проникність 0,65 дарсі. Сховище має два куполи – Східний та Західний, які майже не сполучаються між собою.
На структурі пробурено не менш ніж 119 свердловин, з яких 58 відносяться до експлуатаційних, 18 до спостережних та 9 до контрольних (ще 10 класифіковано як глухі геофізичні, а 24 свердловини були ліквідовані). Активний об’єм сховища 350 млн м3, буферний – 366 млн м3. Газ зберігається при тисках від 2,5 до 9 МПа, максимальний добовий рівень відбору дорівнює 4 млн м3. Закачування в обсягах до 3,5 млн м3 на добу наразі відбувається за допомогою належної до БГР – ТБА компресорної станції КС-4 «Полторацька», яка стала до ладу в 1981 році. 
Максимальний обсяг закачування газу до ПСХ відзначений в 1986 році на рівні 430 млн м3.